# Peter Diviš
Peter Diviš (* 4. August 1978 in Žilina, Tschechoslowakei) ist ein slowakischer Volleyballspieler.

## Karriere
Peter Diviš begann mit dem Volleyball beim heimischen Verein Stavbár Žilina, wo bereits sein Großvater, sein Vater und später auch sein jüngerer Bruder Lukáš spielten. Seit 1996 spielt er im europäischen Ausland bei bisher vierzehn verschiedenen Vereinen. Seine größten Erfolge waren 1998 die Slowakische Meisterschaft mit VKP Bratislava, 1999 der Gewinn des Europapokals der Pokalsieger mit AS Cannes, 2004 der Polnische Pokalsieg mit Płomień Sosnowiec sowie 2011 die Österreichische Vizemeisterschaft mit SK Aich/Dob.
Peter Diviš spielte auch für die Slowakische Nationalmannschaft.